# Xenuroturris millepunctata
Xenuroturris millepunctata é uma espécie de gastrópode do gênero Xenuroturris, pertencente a família Turridae.